# 하야테처럼!
《하야테처럼!》(ハヤテのごとく! 하야테노고토쿠![*], 영어: Hayate the Combat Butler 하야테 더 컴배트 버틀러[*])은 하타 켄지로의 개그 만화 및 미디어 믹스 작품이다. 쇼가쿠칸의 《주간 소년 선데이》에서 2004년 45호부터 2017년 20호까지 연재되었다. 단행본은 52권까지 발매되었다. 2008년 50호를 통해 연재 200화를 돌파하였다. 2014년 48호로 연재 10주년을 맞아 표지와 권두 컬러를 장식했다. 또한 2015년 32호에서 연재 500회를 돌파하며 표지와 권두 컬러를 장식했다. 2023년 9월 시점에서 코믹스 누계 발행 부수는 2100만 부를 돌파했다.

## 개요
원작에서는 타 애니메이션이나 게임등을 패러디하는 내용이, 독자가 쉽게 추측할 수 있는 범위 내에서 개그 수법으로 자주 사용되고 있다 (예: 그건 어디서 온 ○담 인가?) 보통 1화 완결을 기본으로 하고 있지만 예외도 있다.
'며칠 후' 등의 효과가 쓰이지 않으며, 시간 경과가 명확한 것이 특징.
편집부는 주인공의 직업을 토대로 <집사 코미디>라고 말하고 있지만 학원물의 요소도 포함되어 있다. 이것은, 초기에 하야테처럼!이 집사 만화로서 독자들에게 받아들여질까 명확하지 않았기 때문에 독자들에게의 어필을 잘 하기 위해서 만들어진 설정이다.
작가인 하타 켄지로는 2004년 10월에 그리기 시작하였고 7년간 휴재했던 적은 한번도 없다.

## 줄거리
도립 교고 1학년생 아야사키 하야테(연재 개시 기준)는 무직에 먹고 놀며 도박을 좋아하는 부모님을 위해 아르바이트를 하며 지내고 있었다. 그러나 그 해(연재 세계 기준) 크리스마스 이브에 부모님이 선물로 '1억 5680만 4000엔 (다만 1억 5천만엔으로 생략되는 경우가 많다)'의 빚을 남기고 어디론가 사라져버렸다.
빚을 받으려는 골목의 야쿠자를 피해 달아나던 하야테는, 공원에 있는 여자애를 유괴해 일확천금을 노렸으나, 사랑의 고백으로 착각되는 으름장을 소녀에게 늘어놓는다. 하야테가 자리를 비운 사이, 유괴를 꾀하는 다른 2인조 빚쟁이가 소녀를 납치하고, 하야테는 극적인 구출극을 연출해낸다.
하야테에게 한눈에 반해버린 소녀. 세계 제일의 재벌 산젠인 가의 외동손녀 산젠인 나기는 하야테를 자신의 집사로 고용하면서 거액의 빚을 인수한다. 이렇게 하여 나기를 지키기 위해, 그리고 빚을 갚기 위해, 빚쟁이 집사 아야사키 하야테의 집사로서의 나날이 시작되었다..

## 등장인물
산젠인가 관계자
나기를 포함한 산젠인가 인물들.
하야테 주변인물
하야테와 관계가 있는 인물들.
하쿠오 학원 관계자
하쿠오 학원과 관계된 인물들.
The 학생회 임원
말그대로 요주의 학생회 임원.
사람이 아닌 인물
동물 또는 해설자 같은 인물형.

## 등장한 장소
무대는 대개 도쿄의 네리마·신주쿠·나카노·스기나미 등 4구이다.
산젠인가 별택
나기네 사람들이 사는 서양식 저택. 지붕의 색은 빨간색(쇼트 애니메이션판에서는 녹색). 고용인과 마주치기를 싫어하는 나기가 마리아나 하야테 이외의 고용인과 얼굴을 대면하지 않아도 되도록 만들어져 있다. 산젠인 집안에서는 특히 작은 것이지만 그럼에도 불구하고 엄청난 호화 저택으로, 화장실이 노래방보다 크다. 그 외 확인된 설비로써 파티용 홀(hall)이나 대규모 도서실, 열대 온실 같은 사우나, 온수 풀(pool), 지하소굴 등이 있다.
나기나 마리아의 방은 호화로운 구조이지만, 하야테의 방은 생활력이 넘치고 심령 현상도 일어난다.
부지는 매우 넓어 네리마구의 65%를 차지한다고도 말해지며 눈보라 때에는 조난당해 버린다. 뜰에는 마리아의 가정 채소밭이 있다. 주소는 〈도쿄도 네리마 전부〉.부지 안에는, 산젠인 개인 소유의 숲, 산젠인 마장, 산젠인 경기장, 산젠인 호수등이 존재해, 정체를 모르는 생물도 몇 번이나 등장하고 있다. 도처에 감시 카메라가 설치되어 있고, 경비 로봇인 〈경비 8801〉이나 검은 옷의 SP가 다수 배치되어 있다. 동물로 구성된 산젠인 SP애니멀 부대도 존재한다.
나기나기랜드
부지 안에 있는 유원지. 할아버지인 미카도가 나기의 생일 선물로 건설했다. 단 탈 것은 신장 제한으로 나기는 거의 탈 수 없는 놀이 기구뿐이다.〈마쟈·쥬그레〉등의 마스코트 캐릭터가 항상 일하고 있지만, 손님은 적다(전 번의 손님은 3년 전).
　보일러실
방사선 경고마크가 붙어 있다. 타마가 목욕탕의 보일러를 만져 고장났을 때, 하야테와 타마가 보일러를 고치기 위해서 갔다. 방사선 경고마크상으로 추측해보아, 이 보일러실은 우라늄등을 핵분열시켜 열을 내는것으로 추정된다 내용중에 축퇴로를 이용하여 기동한다는 이야기가 있었다
비상 발전기
건전지 모양의 건물로 건물에서 상당히 먼 거리에 위치하는걸로 추정된다. 기본적으로 전기가 나가면 자동 동작하게 되어있으나 동작하지 않을때는 수동으로 버튼을 눌러서 동작시킬 수 있다. 내부는 상당히 넓은 구조이며 지열을 이용한 온도차 발전이기 때문에 안에 온천시설이 있다.
산젠인가 본가
산젠인가의 당주인 산젠인 미카도가 거주하는 저택. 외관 등은 중세시대 유럽의 성 그 자체. 메이드와 집사가 다수 일하고 있다.
산젠인가 별장
이즈·시모다에 있는 산젠인가의 별장. 나기가 사는 별택과 꼭 닮았지만, 밖은 오션뷰. 바로 근처에 나기의 어머니·유카리코와 나기의 아버지가 함께 잠들어 있는 무덤이 있다.
사기노미야가 저택
사기노이먀가 일족이 거주하는 일본식 저택. 하야테도 한때 일했던 적이 있다. 상당히 넓다. 여기도 유원지가 있다.
사기노미야가 온천여관
이즈·시모다에서 사기노미야 집안이 경영하는 대형 일본식 온천여관. 사기노미야가의 별장도 겸하고 있다. 마야의 우주선의 오브제로 인기를 얻어, 히나기쿠나 나기일가도 노천탕에 들어가 있었다.
아이자와가 저택
아이자와 일족이 거주하는 서양식 저택. 메이드로서 하루(하루카제 치하루)도 휴일에 일하고 있다. 대규모 파티를 열 수도 있다. 일반인에 공개하고 있는 유원지도 있지만, 손님은 거의 없다.
하쿠오 학원
나기처럼 부자들이 다니는 일본 유수의 사립 진학교. 이사장은 텐노스 아테네. 편차값 65이상. 초등부로부터 고등부까지의 에스컬레이터식. 편입이나 월반을 하고 있는 일부의 학생은 학원의 명예에 공헌할 의무가 있다고 하여 기말고사에 고득점을 획득하지 않으면 어려운 처분이 있다. 교칙으로 여자는 세일러, 남자는 슈트＆넥타이의 제복 착용이지만, 하야테 등 집사는 집사복으로, 이스미는 기모노로 통학하고 있다. 생활면에서 특히 어려운 규칙은 없으나, 타교에 다니는 소야는 너글너글한 교풍이라고 느끼고 있다. 애니메이션에서는, 주소가 스기나미구로 되어 있다..
부지는, 초행이라면 거의 확실히 헤매일 만큼 넓고, 학생들의 교실이 있는 서관 외에도 부활동용의 시설이나 유령이 나온다는 소문이 있는 구교사 등 건물이 다수 있다. 또 풍부한 삼림이 무성하고, 벼랑이나 현수교도 있다. 학원의 어디서나 바라볼 수 있는 시계탑의 최상층에는 학생회실이 있다. 또 1년에 한 번, 최우수 학생에게 은시계 수여도 하고 있다(마리아가 삼년 동안 하쿠오 학원에 다닐 때 세 번 수상한 적이 있다).
카츠라 유키지가 숙직실에 거주하고 있다. 또, 검은 옷의 SP 같은 인물이 경비를 실시하고 있다.
학생회
현재 학생회장은 카츠라 히나기쿠. 부회장은 카스미 아이카, 서기는 하루카제 치하루. 휘하 임원에 세가와 이즈미·하나비시 미키·아사카제 리사가 있다. 역대의 학생회장 중에서 1학년생 학생회장은 마리아와 히나기쿠뿐이다.일은 꽤 많다.
학원의 중앙에 우뚝 솟아 서는 시계탑은 〈가든게이트〉라고 불린다. 나기의 별택을 포함해 근처에서 가장 높은 건물. 시계의 바로 밑의 부분에 〈천구의 사이〉 라고 하는 학생회실이 있어, 엘리베이터로 오른다. 그 경치는 절경으로, 신주쿠라고 생각되는 초고층 빌딩거리가 가깝게 보인다. 규칙상 학생회 멤버만 들어갈 수 있지만, 학생회 멤버로부터 인가를 받으면 보통 들어갈 수 있다. 학생회실에는 하야테의 예비용 집사복과 교복이 숨겨져 있다.
검도부
현재 부장은 히나기쿠. 아즈마미야도 부원이다. 나기도 부원으로, 히나기쿠를 동경해 입부했으나, 방어구가 무거워 현재는 유령 부원이다.
동영상 연구부
동영상을 보고 즐기는 부로써, 학생회 삼인방이 소속되어 있다. 약칭은 You Tobe. 현재 부장은 와타루. 나기와 하야테도 참가하고 있다. 동영상을 촬영하긴 하지만, 영화를 만드는 것이 아니라 어디까지나 동영상을 즐기기만 하는 부. 초대 부장은 마키무라로, 원래는 귀여운 여자 아이의 동영상을 찍는 것을 목적으로 하고 있었다. 소설판에서 방은 완전히 파괴되었다.(2008년 1월 21일 기준 한국내 소설판 미발매)
비디오 대여점 타치바나 신주쿠 본점
신주쿠에 있는 와타루가 점주로 있는 비디오 대여점. 근처 역은 나카노 사카우에역. 불황으로 괴멸 상태에 있는 타치바나 그룹의 최후의 보루. 2층 건물이며, 1층이 비디오 대여점, 2층이 와타루와 사키의 생활 장소이다. 주로 카운터에는 와타루가 있고 상품 진열은 사키가 한다. 선반에는, 일반용과 시장에서 유통되지 않는 드문 물품 비디오 〈와타루 전용(와타루가 녹화, 수집한 것으로 보통 대여 대상이 아니다)〉등이 있다. 18금도 있다. 하야테나 나기, 와타루를 마음에 둔 수녀 소니아 등이 단골. 와타루의 방에는 사키 관련 상품이 넘쳐나고 있다.(ex. 사키의 얼굴이 그려진 와타루의 잠옷)
알렉산마르코 성당
수녀 폴테시아가 근무하고 있던, 세이부 신주쿠선 연장선상에 있는 기분 나쁜 숲에 둘러싸인 성당. 지하에는 신부가 취미로 만든 지하 미궁이 있고, 다수의 트랩이 설치되어 있다. 미궁 안쪽에는, 신부가 〈AIBO〉를 개조해 만든 높이 3m의 골렘이 있다. 신부가 스스로 설치한 트랩에 의해 독살당한 이래, 성당에는 악령이 나오게 되었다. 하야테의 필살기에 의해 붕괴. 집사호랑이굴이 있다.
집사호랑이굴
알렉산마르코 성당 가운데 있는, 무능한 집사가 재교육을 받는 장소. 하야테가 산젠인가 해고를 빙자한 크라우스의 술책에 의해 들렀던 적이 있지만,〈집사는 별로 없다〉라는 이유로 벌써 옛날에 사라지고 없었다.
도립 시오미 고등학교
하야테가 나기의 저택에서 집사를 하기 전까지 다녔던 학교
마케이누공원(싸움에 진 개 공원)/부견공원
하야테가 나기와 만난 장소이며, 마리아나 이스미와 만난 장소이기도 하다. 작중에서는 〈싸움에 진 개 공원〉과〈부견공원〉의 2패턴의 표기가 있지만, 〈싸움에 진 개 공원〉이라고 표기되는 경우가 많다.
아야사키가
2층짜리 임대 아파트의 2층. 하야테는 야쿠자의 빚 독촉으로부터 도망쳤을 때부터 귀가하지 않고 있다. 애니메이션상의 주소는 〈도쿄도 네리마구 나카하시 132-5〉.
특별단편에서는, 등장시에는 이미 빈 터가 되어 있었지만, 문 기둥에 아야사키라는 문패가 있었다.
카츠라가 저택
히나기쿠와 그 양친이 사는 집. 별택도 있는 대형의 저택. 하야테가 묵었던 적이 있다. 별택은 유키지의 방으로 술병 천지였지만, 히나기쿠가 유키지를 내쫓았기 때문에 현재는 비어 있다.
아사카제 신사
리사네 친가의 신사. 꽤 큰 신사인데, 왠지 모르지만 지하에 감옥과 괴물이 나오는 미궁이 있다.
긴쿄 상점가
상점가.〈카페 도토리〉등의 점포가 있다. 높이 100m를 넘는 대관람차가 상징물이다.
카페 도토리
긴쿄 상점가에 있는 카페. 마스터는 카가 호쿠토. 히나기쿠·하야테·나기의 아르바이트 장소.
하쿠오 섬
애니메이션 오리지널. 하쿠오 학원의 임해학교 전용 섬. 여객기의 활주로와 호텔이 있는 것 이외는 자연으로 가득 차 흘러넘치고 있다. 호텔의 지배인은 슈미트·헨·바흐.
텐노스 가
텐노스 가의 당주인 텐노스 아테네의 집. 위치는 그리스 아테네 장소는 대게 로열 가든(왕족의 정원)과 흡사 정원은 꽃밭 10년전 하야테와 아테네가 처음 만난 꽃밭과 매우 흡사.

## 드라마
타이완 방송사 GTV (바다 텔레비전) 및 제작 회사 · 가능 미국 국제에서 《선풍관집》(중국어 간체자: 旋风管家, 정체자: 旋風管家, 병음: Xuàn fēng guǎn jiā 쉬안펑관자[*])으로 실사 드라마화되었다. 방송 기간은 2011년 6월 19일부터 동년 9월 11일까지 매회 90분 총 13회.

### 주연
- 링치사(凌奇颯/綾崎ハヤテ)：호우외
- 샤오즈(小芷/三千院ナギ)：박신혜
- 마리아：리위펀
- 구이추쥐(桂雛菊/桂ヒナギク)：리이진
- 돤무쩌위(端木澤語/鷺之宮伊澄)：스웨훙쩽
- 쥐쉬안(鞠宣/橘ワタル)：소상
- 사사(莎莎/貴嶋サキ)： 마세리
- 구이쉐루(桂雪鷺/桂雪路)：양기
- 케라오푸(柯老夫/倉臼征史郎)：주덕강
- 지선(季神/姫神茜)：당국충

## 단행본의 커버 아래
보통 만화 단행본의 커버 아래에는 표지의 흑백 화상이 있는 경우가 많지만, 하야테처럼!의 단행본 커버 아래에는 간단한 만화가 그려져 있다.